# Claudio Gentile
Claudio Gentile (* 27. September 1953 in Tripolis, Libyen) ist ein ehemaliger italienischer Fußballspieler und -trainer.

## Karriere

### Als Spieler
Claudio Gentiles Karriere begann in der Jugendabteilung des Varese FC. In der Saison 1971/72 spielte er bei Arona in der Serie D. Zur folgenden Spielzeit kehrte er zu Varese zurück.
Als er 1973 zu Juventus Turin wechselte, war er auf seiner Position als linker oder rechter Außenverteidiger bereits ein gestandener Spieler. Über Jahre hinweg war er für seine besonnene, aber konsequente Manndeckung bekannt. Entsprechend groß waren auch seine Erfolge, die er mit dem Turiner Verein erreichte. Bis zu seinem Weggang von Juventus im Jahr 1984 hatte er das weiß-schwarze Trikot insgesamt 414-mal getragen. Zur Saison 1984/85 wechselte er zur AC Florenz, für die er drei Jahre spielte. Im Jahr 1987 ging er dann zu Piacenza Calcio.
Legendär ist bis heute sein Einsatz bei der Fußball-Weltmeisterschaft 1982, bei der Italien schließlich auch Weltmeister wurde. Damals spielte er das bedeutendste Turnier seiner Karriere: Durch seine sehr harte Manndeckung schaltete Gentile im Spiel der Zwischenrunde gegen Argentinien Diego Maradona aus, den er mit 23 Fouls (11 in der ersten Halbzeit, 12 in der zweiten) und einem Faustschlag unablässig zu Fall brachte. Mit ähnlicher Härte spielte er im folgenden Spiel gegen Zico. Er wurde daraufhin für das Halbfinale gesperrt.
Zwischen 1974 und 1984 spielte Gentile insgesamt 71-mal für die Italienische Fußballnationalmannschaft.

### Als Trainer
Nach seiner aktiven Karriere begann Claudio Gentile 1992 zunächst als Vereinstrainer bei Calcio Lecco, ehe er 1998 zur F.I.G.C. wechselte und Trainerassistent und später Trainer der U-20-Nationalmannschaft wurde.
Im Juli 2000 wurde er Assistenztrainer von Giovanni Trapattoni bei der italienischen A-Nationalmannschaft.
Am 12. Oktober 2000 wurde Gentile als Trainer der italienischen U-21-Nationalmannschaft verpflichtet. Bei der U-21-Europameisterschaft 2004 in Deutschland wurde seine Mannschaft Europameister, wenig später, bei den Olympischen Sommerspielen 2004 in Athen gewann sein Team die Bronzemedaille. Nach der U-21-Europameisterschaft 2006 in Portugal, bei der Italien bereits in der ersten Runde ausschied, wurde der Vertrag von Gentile nicht mehr verlängert. Seine Nachfolge traten die ehemaligen Stürmerstars Pierluigi Casiraghi und Gianfranco Zola an.

## Erfolge

### Als Spieler
- Weltmeister: 1982
- Italienischer Meister: 1974/75, 1976/77, 1977/78, 1980/81, 1981/82, 1983/84
- Italienischer Pokalsieger: 1978/79, 1982/83
- UEFA-Pokal: 1976/77
- Europapokal der Pokalsieger: 1983/84

### Als Trainer
- U-21-Europameister: 2004
- Bronzemedaille bei den Olympischen Sommerspielen 2004